# ルイス・ミゲル
ルイス・ミゲル（Luis Miguel、本名：Luis Miguel Gallego Basteri、1970年4月19日 - ）は、プエルトリコ生まれのメキシコ人歌手。

## プロフィール

### 来歴
1970年、サンフアンにて、スペイン人の父親（歌手）とイタリア人の母親（女優）のもとに生まれる。その後メキシコへ移住。
父親の誕生日で歌を歌ったときにEMIの重役の目に留まり、1980年に12歳で歌手デビューを飾る。
1985年、シーナ・イーストンとのデュエット曲でグラミー賞を受賞。以後、メキシコおよびラテンアメリカを代表する歌手となった。これまで5回グラミー賞を受賞している。
1996年、これまでの功績が称えられハリウッド・ウォーク・オブ・フェームに名前が刻まれる。

### 私生活
1998年から2001年まで歌手のマライア・キャリーと交際。
2002年から2005年までキューバ系アメリカ人ジャーナリストのMyrka Dellanosと交際。
2007年にメキシコ人女優Aracely Arambulaとの間に長男Miguel誕生、2008年に次男誕生。

## ディスコグラフィ
- 1982年 1+1=2 Enamorados
- 1982年 Directo Al Corazón
- 1983年 Decídete
- 1984年 Palabra de honor
- 1984年 Ya nunca más
- 1985年 Fiebre de amor
- 1985年 Colezzione privata
- 1987年 También es rock
- 1987年 Soy Como Quiero Ser
- 1988年 Busca una Mujer
- 1990年 20 Años
- 1991年 Romance
- 1992年 América & En Vivo
- 1993年 Aries
- 1994年 Segundo Romance（第37回グラミー賞（最優秀ラテン・ポップ・パフォーマンス））
- 1995年 El Concierto
- 1996年 Nada es Igual
- 1997年 Romances
- 1999年 Amarte es un Placer
- 2000年 Vivo
- 2001年 Mis Romances
- 2002年 Mis Boleros Favoritos
- 2003年 33
- 2004年 México en la Piel
- 2005年 México en la Piel: edición diamante
- 2005年 Grandes Éxitos
- 2006年 Navidades
- 2008年 No Culpes a La Noche
- 2010年 Luis Miguel
- 2017年 ¡México Por Siempre!

## 主な受賞
- 1985年 グラミー賞：最優秀メキシカン・アメリカン・パフォーマンス 部門。（シーナ・イーストンとのデュエット）
- 1994年 グラミー賞：最優秀ラテン・ポップ・アルバム 部門。
- 1995年 グラミー賞：最優秀ラテン・ポップ・パフォーマンス 部門。
- 1998年 グラミー賞：最優秀ラテン・ポップ・パフォーマンス 部門。
- 2000年 ラテン・グラミー賞：最優秀男性ポップ・ボーカル 部門、最優秀ポップ・アルバム 部門。
- 2005年 ラテン・グラミー賞：最優秀ランチェラ・アルバム 部門。
- 2006年 グラミー賞：最優秀メキシカン・アルバム 部門。